# Betlém
Betlém (arabsky بيت لحم‎,  Bajt Lahm, doslova „dům masa“, hebrejsky בית לחם‎, Bejt Lechem, doslova „dům chleba“, řecky Βηθλεέμ, Bēthleém, latinsky Bethleem) je významné křesťanské poutní místo a město v centrální části Palestiny, na Západním břehu Jordánu, nacházející se přibližně 8 kilometrů jižně od Jeruzaléma. Žije zde zhruba 30 000 obyvatel, město je hlavním městem betlémského guvernorátu státu Palestina a centrem palestinského cestovního ruchu a kultury. Ve městě sídlí jedna z nejstarších křesťanských komunit na světě, jejíž velikost se však v důsledku emigrace značně zmenšila.

## Demografie
Demograficky je Betlém většinově muslimský, žije v něm však i jedna z největších palestinských křesťanských komunit. Betlémská aglomerace zahrnuje města Bajt Džalá a Bejt Sachur a uprchlické tábory Ajda a Aza. Hlavním ekonomickým sektorem Betléma je cestovní ruch, jehož největší příjmy dosahují během Vánoc, kdy se křesťanští poutníci shromažďují v chrámu Narození Páně, jedné z nejstarších křesťanských svatyní, která byla postavena na místě Ježíšova narození svatou Helenou, matkou římského císaře Konstantina Velikého. V Betlémě existuje přes 30 hotelů a 300 řemeslných obchodů.

## Historie

### Starozákonní biblické prameny

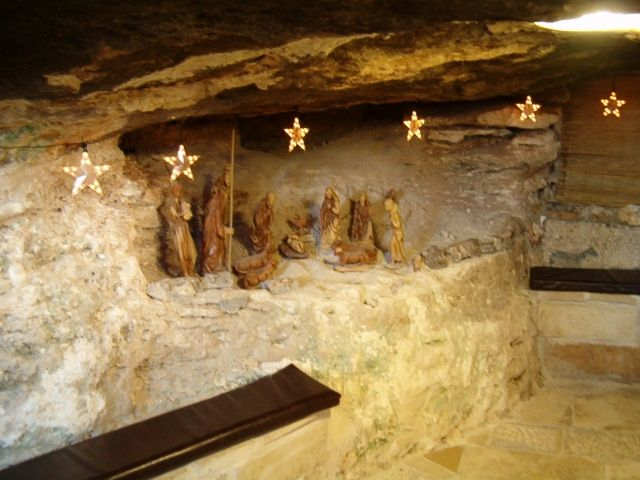
Vnitřní prostor jeskyně nedaleko Betléma

Další název pro Betlém je Efrata; Starý zákon také zmiňuje, že v blízkosti města zemřela Jákobova manželka Ráchel (Gen 48,7: „Když jsem přicházel z Rovin aramských, zemřela mi před očima Ráchel; bylo to v kenaanské zemi na cestě nedaleko Efraty a pochoval jsem ji tam u cesty do Efraty, to je do Betlému.“)
Tóra označuje Betlém jako město Davidovo, ve kterém byl korunován králem Izraele.
Starý zákon též říká, že Betlém je rodištěm izraelského krále Davida, proto se Betlém označoval jako Davidovo město (L 2,4: „Také Josef se vydal z Galileje, z města Nazareta, do Judska, do města Davidova, které se nazývá Betlém, poněvadž byl z domu a rodu Davidova,“)

### Novozákonní prameny
Novozákonní evangelia podle Matouše a Lukáše označují Betlém jako místo narození Ježíše Nazaretského.
Podle evangelií se zde narodil Ježíš Kristus (např. Mt 2,1: „Když se narodil Ježíš v judském Betlémě za dnů krále Heroda, hle, mudrci od východu se objevili v Jeruzalémě a ptali se:“ Herodes Veliký poté nařídil, aby ve městě byli zabiti všichni chlapci mladší dvou let: Mt 2,16: „Když Herodes poznal, že ho mudrci oklamali, rozlítil se a dal povraždit všecky chlapce v Betlémě a v celém okolí ve stáří do dvou let, podle času, který vyzvěděl od mudrců.“; Marie a Josef kvůli tomu uprchli s malým Ježíšem do Egypta, zpátky do Izraele se vrátili krátce po Herodově smrti; Ježíš své mládí prožil již v Nazaretu.

### Pozdější historie

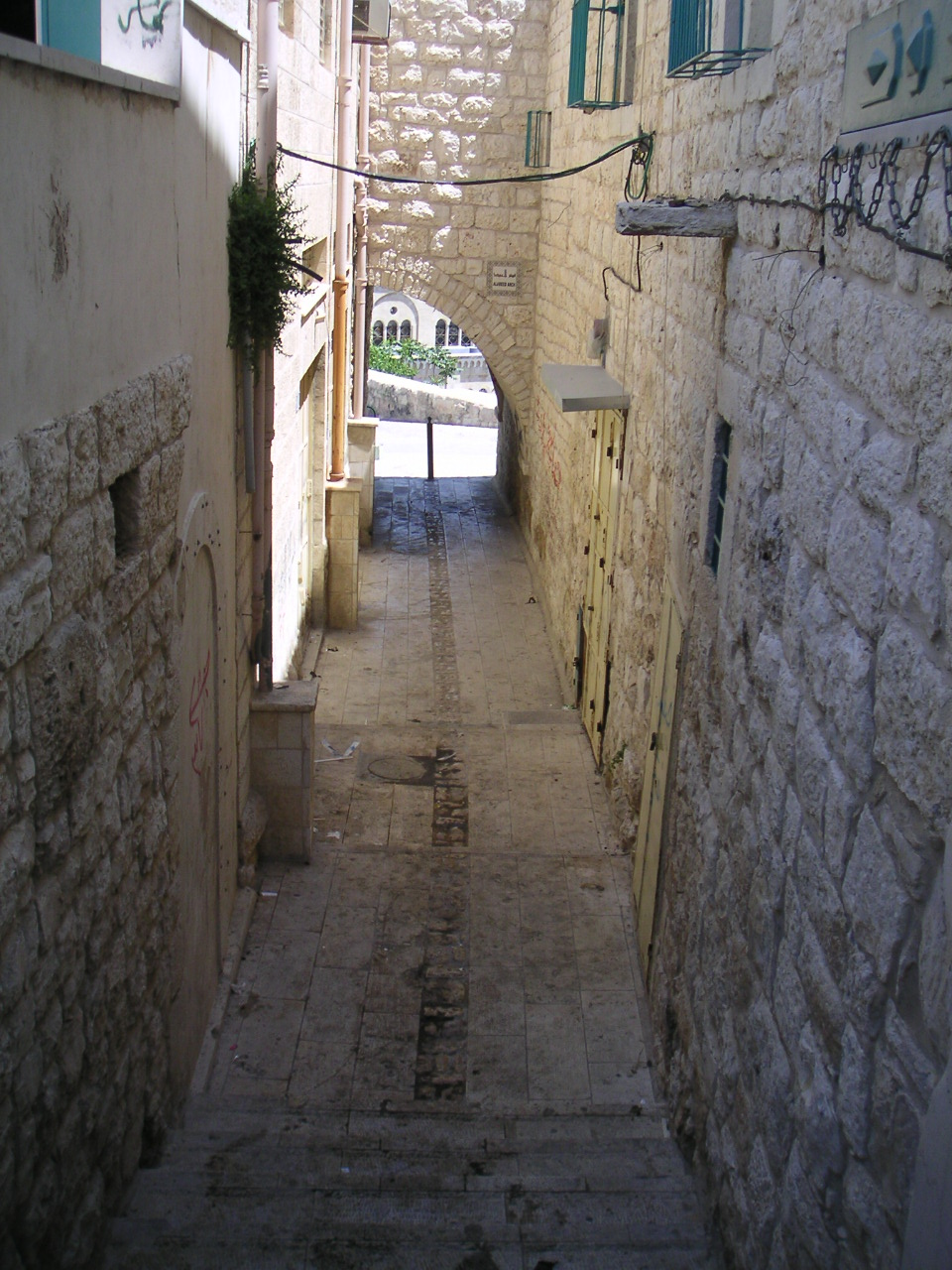
Centrum Betléma

Během povstání Bar Kochby (132 – 135) bylo město zpustošeno, Římané posléze na místě Ježíšova narození vybudovali svatyni zasvěcenou Adónovi. Přibližně dvě staletí poté zde nechala Svatá Helena postavit vůbec první křesťanský kostel – chrám Narození Páně. V průběhu samaritánské revolty v roce 529 byl kostel zničen, brzy na to byl ale obnoven na popud byzantského císaře Justiniána I.
V roce 529 bylo město vydrancováno během samaritánské revolty, avšak nedlouho poté došlo k jeho obnově na popud byzantského císaře Justiniána I. V roce 614 dobyli Betlém Peršané, chrám Narození Páně však nechali netknutý.
V roce 637 byl Betlém porobený arabským chalífou Umarem ibn al-Chattábem, který zdejším náboženským svatyním garantoval bezpečí a dosavadní provoz. V roce 1099 se města zmocnili křižáci, opevnili jej a nahradili jeho řecké pravoslavné duchovenstvo římskokatolickým. Na Vánoce roku 1100 zde byl Balduin I. korunován prvním králem Jeruzalémského království. V té době začal Betlém vzkvétat hlavně díky velkému množství křesťanských poutníků.
Betlém byl znovu dobyt muslimy pod vedením Saladina v roce 1187 a křesťanští duchovní byli donuceni odejít (přičemž v roce 1192 byl některým z nich umožněn návrat). Betlém se nakrátko vrátil pod křesťanskou vládu v období 1229 – 1244; po nástupu sultána Bajbarse v roce 1250 muslimská tolerance vůči křesťanům značně opadla, křesťanský klérus byl opět donucen opustit město. Městské hradby byly poničeny roku 1250, když město dobyli Mamlúci a v roce 1263; následně byly postupně obnovovány během nadvlády Osmanské říše. Křesťanští poutníci se v následujících staletích začali postupně vracet.
Od roku 1517 do konce 1. světové války městu vládli Osmané, s přestávkou v letech 1831 – 1841, kdy zde panoval egyptský vojevůdce Muhammad Alí.
Po pádu Osmanské říše během první světové války připadl Betlém pod správu Spojeného království v rámci Britského mandátu Palestina. Na základě plánu OSN na rozdělení Palestiny z listopadu 1947 měl Betlém připadnout do oblasti Corpus separatum, ale po izraelské válce za nezávislost z roku 1948 zůstalo město pod jordánskou správou. To se změnilo až v roce 1967, kdy Západní břeh Jordánu dobyl Izrael v šestidenní válce. Od roku 1995 je Betlém na základě izraelsko-palestinských mírových dohod součástí Palestinské samosprávy.

## Moderní město

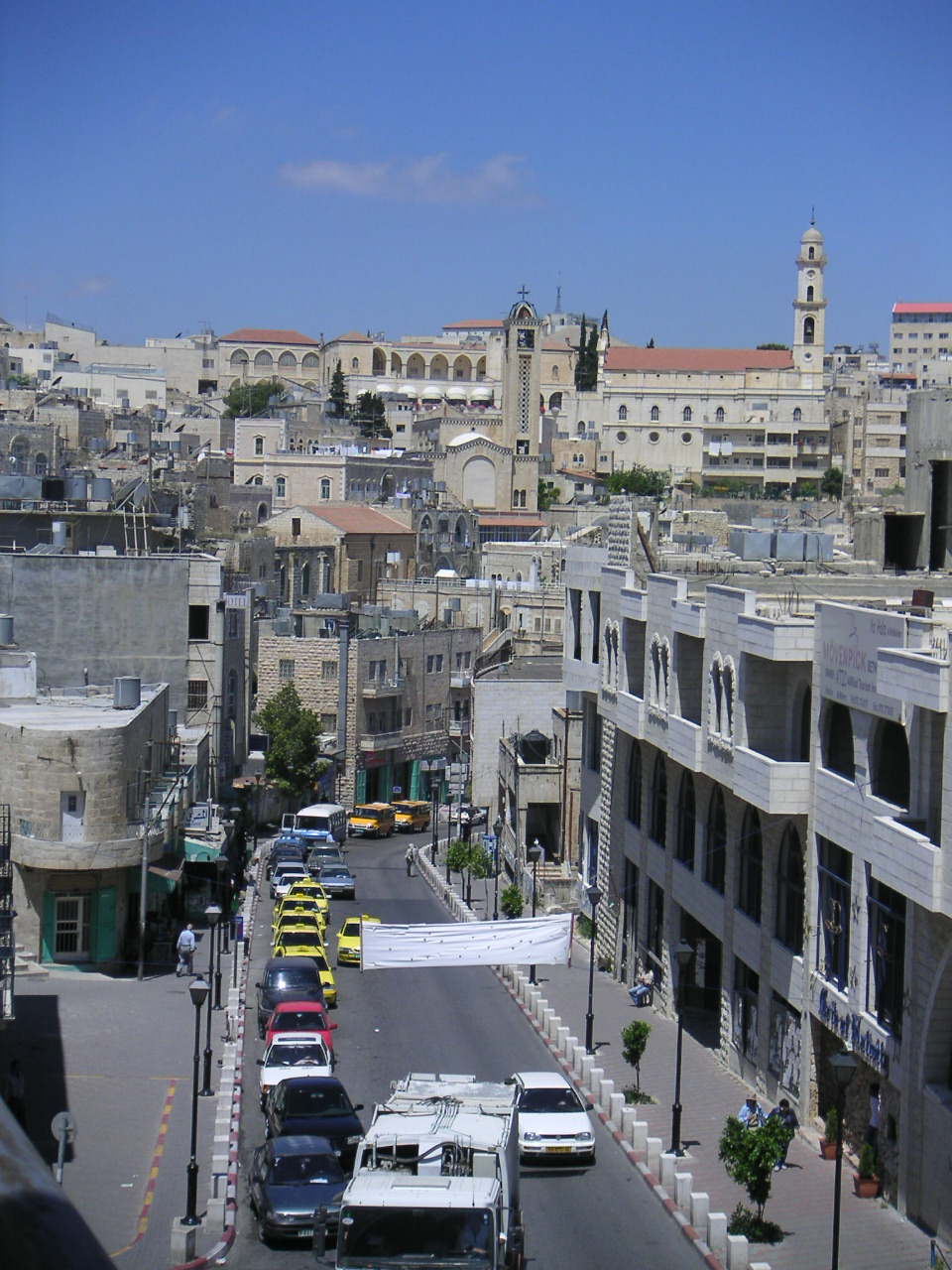
Ulice v centru města

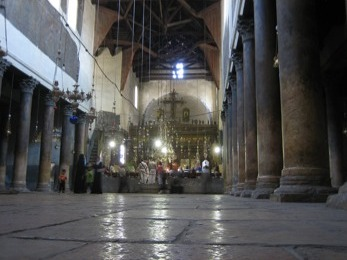
Vnitřní prostory chrámu Narození Páně

Po druhé světové válce měl Betlém na základě plánu OSN na rozdělení Palestiny připadnout do jeruzalémské zóny pod mezinárodní správou. V důsledku vypuknutí izraelské války za nezávislost dobyla Betlém jordánská armáda a stáhlo se sem množství arabských uprchlíků z oblastí obsazených Izraelem. Tento příliv uprchlíků natrvalo změnil demografickou strukturu města, křesťané ztratili většinu na úkor muslimů. Jordánsko udrželo kontrolu nad městem až do Šestidenní války v roce 1967, kdy je vojáci opustili a město bylo spolu s celým Západním břehem Jordánu obsazeno Izraelem.
Betlém byl poté jedním z míst ozbrojených střetů mezi Izraelci a Palestinci. V květnu roku 2002 se při vpádu izraelských sil zabarikádovalo v chrámu Narození Páně přibližně 180 Palestinců. Po několikatýdenním obléhání a devíti obětech na palestinské straně byli zbývající povstalci propuštěni. Izraelská armáda v chrámu posléze našla 40 výbušných zařízení.
Většina vjezdů do města je dnes pod kontrolou izraelské armády, pohyb obyvatel Betléma do blízkého Jeruzaléma a okolí je omezován bezpečnostní bariérou a propustkami; od začátku druhé intifády v roce 2000 je získání takové propustky velice obtížné. Tato opatření mají pro Betlém negativní ekonomické i sociální dopady.

## Památky
- Chrám Narození Páně s přilehlými kaplemi a ambitem ze 4.-6. století, trojlodní baziliku nad jeskyní Narození založila matka císaře Konstantina Velikého sv. Helena; je hlavní turistickou atrakcí, každoročně se zde pořádají vánoční oslavy, v minulých letech však často poznamenané izraelsko-palestinským konfliktem.
- Kostel sv. Kateřiny - vystavěný na starších základech koncem 19. století při severní ohradní zdi chrámu Narození Páně pro jeho nedostačující kapacitu, aby uspokojil výpravy katolických poutníků; jižním vchodem se vstupuje do ambitu
- Karmel, klášter sester karmelitánek na Davidově hoře, založený r. 1876 sv. Mariam Baouardyovou
- Omarova mešita na náměstí je protějškem chrámu, její minaret byl zvýšen nad niveletu její zvonice;
- Evangelický luteránský kostel, založený v 16. století
- Ráchelin hrob - židovské svaté místo při severní hraniční zdi města, obestavěn synagógou s kupolí.
- Kulturní centrum míru muslimů a křesťanů Bethlehem Peace Center, zbudováno v 70. letech 20. století na náměstí jeslí proti mešitě
- Mléčná jeskyně

## Zajímavost
- Vánoční výzdoba hotelů a některých center pro poutníky je stálá podle hesla: V Betlémě jsou Vánoce celý rok.

## Křesťanská menšina
Podíl křesťanů v Betlému každoročně klesá, zejména kvůli emigraci a celkově nižší porodnosti než u muslimské populace. V roce 1947 se křesťané podíleli na celkovém obyvatelstvu ze 75 %, v roce 1998 již jen z 33 %. K rozhodnutí křesťanů emigrovat přispívá hlavně špatná ekonomická situace a malé možnosti na vzdělávání. Křesťané také mohou snáze emigrovat do západních křesťanských zemí než muslimové.
Současná palestinská vláda se snaží betlémské křesťany podporovat, neboť v nich vidí vhodné prostředníky pro vyjednávání s evropskými státy a s USA.

## Partnerská města
Betlém má více než třicet partnerských měst po celém světě:
- Montesarchio, Itálie
- San Miniato, Itálie
- Sarpsborg, Norsko
- Florencie, Itálie
- Chartres, Francie
- Assisi, Itálie
- Orvieto, Itálie
- Glasgow, Spojené království
- Haag, Nizozemsko
- Verona, Itálie
- Orlando, USA
- Montevarchi, Itálie
- Kolín nad Rýnem, Německo
- Sacramento, USA
- Milán, Itálie
- Marrickville, Austrálie
- Steyr, Rakousko
- Natal, Brazílie
- Yalvaç, Turecko
- Monterrey, Mexiko
- Burlington, USA
- Madaba, Jordánsko
- Valinhos, Brazílie
- Cuzco, Peru
- Rabat, Maroko
- São Pedro do Butiá, Brazílie
- Atény, Řecko
- Pratovecchio, Itálie
- Cordóba, Španělsko
- Greccio, Itálie
- Creil, Francie
- Civitavecchia, Itálie
- Pretoria, JAR
- Brescia, Itálie
- Abú Zabí, SAE
- Lisabon, Portugalsko
- Otranto, Itálie
- Štrasburk, Francie
- Gallipoli, Itálie